# Grzebyk
Grzebyk, grzebykowiec, plewikwiat (Achyranthes) – rodzaj roślin z rodziny szarłatowatych (Amaranthaceae). Obejmuje 6–11 gatunków występujących w strefie tropikalnej i subtropikalnej Afryki i Azji, jeden gatunek sięga Europy, jeden (A. arborescens) występuje na wyspie Norfolk. 

## Systematyka
Pozycja według APweb (aktualizowany system APG III z 2009)
Rodzaj z rodziny szarłatowatych (Amaranthaceae) należącej do rzędu goździkowców (Caryophyllales) w obrębie dwuliściennych właściwych.
Wykaz gatunków
- Achyranthes arborescens R.Br.
- Achyranthes aspera L.
- Achyranthes bidentata Blume
- Achyranthes diandra Roxb.
- Achyranthes fasciculata (Suess.) C.C.Towns.
- Achyranthes mangarevica Suess.
- Achyranthes marchionica F.Br.
- Achyranthes margaretarum de Lange
- Achyranthes mutica A.Gray ex H.Mann
- Achyranthes splendens Mart. ex Moq.
- Achyranthes talbotii Hutch. & Dalziel